# ビクータン自動案内軌条式旅客輸送システム
ビクータン自動案内軌条式旅客輸送システム（ビクータンじどうあんないきじょうしきりょきゃくゆそうシステム、英: Bicutan Automated Guideway Transit System）は、フィリピン共和国マニラ首都圏タギッグ市にて、2011年現在、建設および開発中の自動案内軌条式旅客輸送 (AGT:Automated Guideway Transit) システムである。
当システムは、地元の技術者によって国や科学技術省が建設および開発を行う、第2のマス・トランジット・システムのための試験軌道として機能する予定である。
当システムをモノレールと呼んでいる幾つかのメディア報道にもかかわらず、当システムでは軌道を形成するために、2本の平行したコンクリート梁を使用している。